# Schönborn (Rin-Lahn)
Schönborn es un municipio situado en el distrito de Rin-Lahn, en el estado federado de Renania-Palatinado (Alemania). Tiene una población estimada, a fines de 2021, de 728 habitantes.
Forma parte de la comunidad de municipios (verbandsgemeinde) de Aar-Einrich.
Está ubicado al este del estado, cerca de los ríos Lahn y Rin, y de la frontera con el estado de Hesse.